# Гери
Гери (на английски: Gary) е град в окръг Лейк, Индиана, Съединени американски щати. Намира се на брега на езерото Мичиган, на 45 km югоизточно от центъра на Чикаго. Основан е през 1906 от Ю Ес Стийл, като място на техен нов металургичен завод, и е наречен на директора на компанията Елбърт Гери. Населението на града е 76 008 души по приблизителна оценка за 2017 г.).

## Личности
Родени в Гери
- Джанет Джексън (р. 1966), певица
- Майкъл Джексън (1958 – 2009), музикант
- Джоузеф Стиглиц (р. 1943), икономист

Починали в Гери
- Никола Алабаков (1877 – 1935), предприемач
- Пейчин Анастасов (1886 – 1940), български емигрантски деец

### Побратимени градове
- Фусин, Китай